# Franz Karl von der Leyen

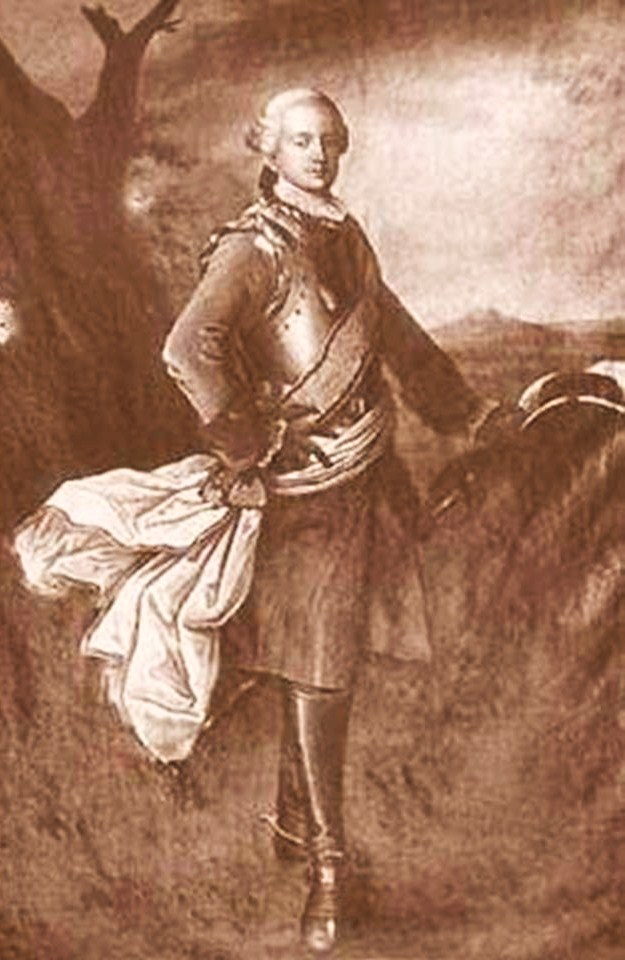
Franz Carl von der Leyen (Mitte 18. Jahrhundert)

Franz Carl von der Leyen und zu Hohengeroldseck (* 26. August 1736 in Koblenz; † 26. September 1775 in Blieskastel) war ein deutscher Reichsgraf.

## Leben
Franz Karl war der Sohn des Reichsgrafen Friedrich Ferdinand Franz von der Leyen (* 1709; † 1760) und dessen Gemahlin Gräfin Maria Charlotte Auguste von Hatzfeldt (* 1715; † 1774).
1761 übernahm er die Regierungsgeschäfte für den weit verstreuten von der Leyenschen Territorialbesitz. Sitz seiner Residenz war das kurtrierische Koblenz. Am 15. September 1765 heiratete er Maria Anna von Dalberg, Tochter des kurmainzischen Geheimrats Franz Heinrich von Dalberg und der Gräfin Maria Sophia von Eltz-Kempenich.
Im gleichen Jahr gründete Franz Karl eine Armen- und Waisenhausstiftung.
1773 verlegte er seine Residenz von Koblenz nach Blieskastel und erhob diese zur Residenzstadt.
In der neuen Residenz Blieskastel lässt er im Rahmen der Förderung seiner Armen- und Waisenhausstiftung 1774–1775 ein Waisenhaus errichten, das heute das Blieskasteler Rathaus beherbergt. 1775 gelang es ihm, die Franziskaner-Rekollekten der Rheinischen Provinz zur Gründung eines Klosters in Blieskastel zu gewinnen.
Am 26. September 1775 starb Franz Karl am Fleckfieber.
Seit 1784 befindet sich sein Grab in der Blieskasteler Schlosskirche.

## Ehe und Nachkommen
Graf Franz Karl heiratete am 15. September 1765 Freiin Maria Anna von Dalberg (* 1745; † 1804) und hatte drei Kinder:
- Philipp (* 1766; † 1829), Fürst von der Leyen und zu Hohengeroldseck
- Charlotte (* 1768; † 1832) ⚭ 1799 Graf Emmerich von Stadion-Thannhausen (* 1766; † 1817)
- Maria Sophie (* 1769; † 1834) ⚭ 1789 Graf Franz von Schönborn-Buchheim (* 1768; † 1841)